# Алеуты

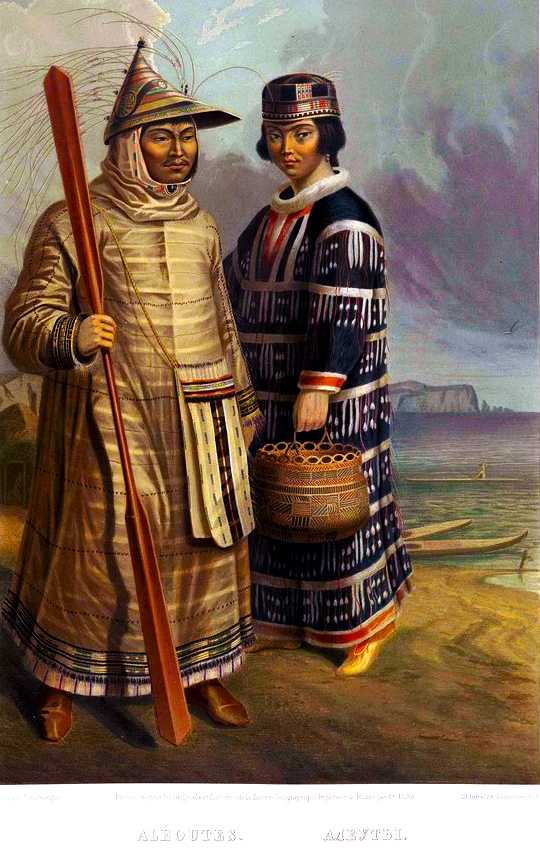
Алеуты в традиционной одежде. 1862 г.

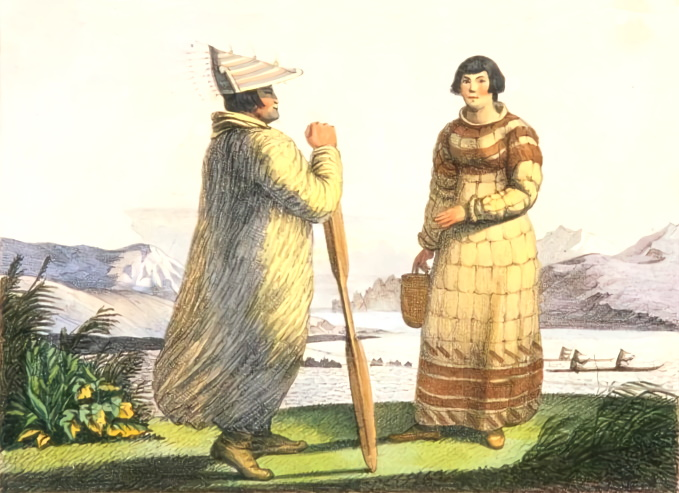
Алеуты в традиционной одежде

Алеу́ты (самоназвание — unangan / унаӈан, unangas / унаӈас и другие) — коренное население Алеутских островов Тихого океана, островов Шумагина, а также западного берега Аляски вплоть до реки Угашик на севере. Бо́льшая часть живёт в США (Аляска), меньшая часть — в России (Камчатский край).
В 2010 году в США насчитывалось 2300 алеутов. В РФ алеуты входят в Единый перечень коренных малочисленных народов Российской Федерации; при этом их численность на территории России в 2002 году составляла 540 человек, в 2010 году — 482, в 2021 году — 397.
В качестве самоназвания алеуты обычно использовали название унанган и унангас. Ко времени прихода русских, то есть в середине XVIII века, алеутов насчитывалось от 8 до 10 тыс. человек. Ныне алеуты говорят в основном на английском (в США) и русском (в России) языках, но в США также сохраняют алеутский, в котором обычно выделяют четыре диалекта: восточный диалект (бо́льшая часть Алеутских островов); западный диалект (остров Атка на западе Алеутских островов); беринговский диалект (остров Беринга — Командорские острова); медновский диалект (ранее бытовал на острове Медный — Командорские острова, сейчас его немногочисленные носители живут на острове Беринга).
Антропологический тип (по В. И. Немировичу-Данченко, 1877): «Широкое, плоское лицо с выкатившимися скулами и вкось прорезанными глазами скорее заставляет предполагать родство этого племени с монгольской, чем с американской расой». Он отмечал также, что цвет тела и лица у алеутов — белый, что отличает их от более смуглых чукчей и эскимосов. Долгое время существовали две гипотезы их происхождения. Согласно одной, алеуты пришли с северо-восточного азиатского побережья, согласно другой — с Аляски.
История изучения алеутов начинается со времени открытия в 1741 году Алеутских островов Великой Северной (Второй Камчатской) экспедицией (1733—1743). Русские мореплаватели, исследователи, промышленники собирали данные о культуре народа. Алеуты восприняли многие русские орудия труда и предметы быта, сохраняя при этом в основном традиционный уклад жизни.
С 1799 года Алеутские острова и прилегающая к ним часть Аляски управлялись Российско-Американской компанией (РАК). Для освоения необитаемых ранее Командорских островов компания с 1826 года стала переселять туда с близлежащих Алеутских островов промысловых рабочих-алеутов (предков нынешнего населения Командор). Основной целью Российско-Американской компании было использование алеутов в качестве охотников на котиков и каланов, чьи меха были надёжным и основным источником прибылей (до обнаружения золота на Клондайке).
В 1867 году Алеутские острова вместе с Аляской были проданы США, после чего в России алеуты остались лишь на Командорах.
Алеуты и креолы, перешедшие под власть США, были отнесены к разряду «нецивилизованных племён» и сохраняли этот статус до 1915 года. В соответствии с принятым в декабре 1971 года «Актом об урегулировании претензий коренных жителей Аляски» в июне 1972 года была создана «Алеутская корпорация», призванная решать вопросы о землях, некогда отчуждённых у коренного населения, а также заключать государственные контракты, управлять недвижимостью и инвестициями в различные проекты на контролируемой ею территории. «Акт» признал также права алеутов на «ведение традиционного образа жизни» и предусматривал выплату им компенсаций за отчуждённые земли.
В 1882 году алеутское население России (вместе с креолами) на Командорских островах насчитывало 500 человек. Алеуты были заняты на промыслах, ловили рыбу и птиц, разводили ездовых собак и занимались огородничеством. Наивысшая численность населения островов была зарегистрирована в 1899 году — 354 человека на острове Беринга и 283 человека на острове Медном. В 1928 году Командорские острова были выделены в Алеутский национальный район.
Для традиционных верований характерен анимизм. Почитались духи предков, чьи изображения из камня, кости, дерева и птичьих шкурок передавались по наследству в качестве личных амулетов. Духов-покровителей изображали деревянные маски, которые надевали во время обрядовых плясок. Среди алеутов был распространён шаманизм, в мифологии которого бытовали представления о разных мирах. Шаманский костюм, как и у некоторых народов Сибири, символизировал птицу. В конце XVIII века алеуты, испытав сильную ассимиляцию со стороны русских промышленников и купцов, были обращены в православие. Постоянное присутствие среди алеутов священников начинается с лета 1824 года, когда на остров Уналашку прибыл И. Е. Вениаминов (свт. Иннокентий), пробывший здесь десять лет.
У алеутов к середине XVIII века наблюдались социальная и имущественная дифференциация при сохранении основ родового строя. В. И. Немирович-Данченко отмечал, что до прихода русских алеуты подразделялись на три класса: первый включал тоёнов (родоначальников, старших в роде) и других знатных алеутов, второй — свободных людей, третий — рабов (калги, происходившие из военнопленных). После перехода управления Алеутскими островами к РАК рабство было уничтожено, а тоёны стали приказчиками компании.

## Этноним
Название «алеут» — русского происхождения. Оно было дано после открытия Алеутских островов и впервые встречается в документах 1747 года. Этимология этнонима вызывает разногласия у её исследователей. Если Г. А. Меновщиков выводил название «алеут» из алеут. аллитхух «команда, община», то И. С. Вдовин полагал, что этноним имеет чукотско-корякское происхождение — от слова аляв-вытэ «те, у кого на голове обод» (необычные деревянные головные уборы алеутов действительно были в прошлом их отличительной особенностью).
Гипотеза, по которой название «алеут» происходит от чук. алиат «остров» и алиут «островитяне», представляется наиболее убедительной.
В качестве самоназвания алеуты обычно использовали название унанган (алеут. unangan / унаӈан) в восточном диалекте и унангас (алеут. unangas / унаӈас) в западном. Помимо него, в употреблении были также названия локальных групп: жители Ближних островов назывались сасигнан / саскинан, Крысьих — кагун / каган (алеут. qagan / ӄаган «на востоке»), о-ва Атки — нигугин / ниягунгин (алеут. niiĝuĝin / нӣӷуӷин), Четырёхсопочных — акугун / акагаи (то есть «тамошние»), о-ва Умнака и части о-ва Уналашки — каэлянгин, островов Креницына и части Уналашки — кинигун / кигиган («северо-восточные»), острова Унимака — анимгин, островов Шумагина — каган таягангин (алеут. qagan tajaĝungin / ӄаган таяӷуӈин; «восточные люди»), Андреяновские острова — амигун / негбло / нигух (алеут. niiĝux̂ / нӣӷуӽ, множ. нӣӷуӷис).

## Расселение

Расселение алеутов в ДФО по городским и сельским поселениям в %, перепись 2010 г.

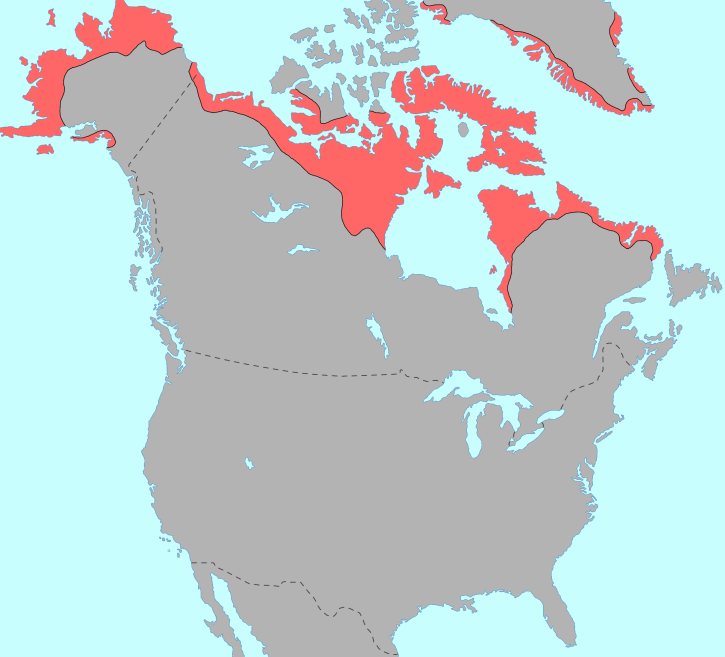
Эскимосско-алеутские языки и их распространение

Алеуты — коренное население Алеутских островов, о-вов Шумагина, а также западного берега Аляски вплоть до реки Угашик на севере. После прихода русских алеуты поселились также на о-вах Командорских (куда начиная с 1826 года Российско-Американская компания стала завозить промысловых рабочих-алеутов), Прибылова, на некоторых прибрежных островах и на материке Северной Америки.
К моменту прихода русских, то есть в середине XVIII века, алеуты насчитывали от 8 до 10 тыс. человек. Из-за прокатившихся по территории их расселения эпидемий, а также нарушения экологического равновесия к 1820 году их численность упала до 2 тыс. человек.
В России живут на Командорских островах, которые составляют Алеутский район Камчатского края. Численность алеутов в России — 482 человека (по переписи 2010 года), из них в крае — 401 чел., где они в основном проживают в селе Никольское — единственном населённом пункте на острове Беринга и во всём районе (с 1970-х годов). Составляют 37,1 % населения Алеутского района по переписи 2010 года.
Численность алеутов в населённых пунктах (2002 г.)
Камчатский край:
- село Никольское 294.

Бо́льшая часть алеутов (более 2000 человек-носителей языка) проживает в США на Алеутских островах (штат Аляска). Численность их в середине XVIII века достигала 12—15 тыс. человек. По переписи населения США 2000 года численность алеутов составила 17 004 человека, в том числе на Аляске — 10 708 человек, в штате Вашингтон — 2273 человек, в Калифорнии — 998 человек, в Орегоне — 479 человек и др. Впрочем, данные американских переписей о численности алеутов являются существенно завышенными, поскольку включают и часть эскимосов-алутиик, и эяков, и тех, кто предпочитает называть себя алеутами для использования льгот, полагающихся коренному населению Аляски.

## Язык
Алеуты говорят на алеутском языке, в котором обычно выделяют четыре диалекта:
- восточный диалект (бо́льшая часть Алеутских островов: Умнак, Уналашка, Акутан; острова Прибылова; полуостров Аляска);
- западный диалект (остров Атка на западе Алеутских островов);
- беринговский диалект (остров Беринга — Командорские острова), который почти полностью совпадает с западным, но содержит значительно бо́льшее количество заимствований из русского языка;
- медновский диалект (ранее бытовал на острове Медный — Командорские острова, сейчас его немногочисленные носители живут на острове Беринга).

Медновский диалект значительно отличается от всех других, и сейчас его предпочитают рассматривать как самостоятельный алеутско-медновский язык — смешанный язык, возникший в результате чрезвычайно сильной лингвистической интерференции двух языковых образований: аттуанского диалекта алеутского языка (встречался на острове Атту, самом западном из Алеутских островов, исчез в середине XX века) и русского языка. В результате его грамматика частично наследует грамматику аттуанского диалекта, частично — грамматику русского языка (в частности, к последнему восходят система спряжения глагола и значительная часть синтаксических конструкций и структур). Пример спряжения: йа саӷа̄-йу «я сплю», ти саӷа̄-ишь «ты спишь», ми саӷа̄-им «мы спим», йа саӷа̄-л «я спал», ти саӷа̄-л «ты спал», ани саӷа̄-ли «они спали», йа буду саӷа̄-ть «я буду спать» и т. д.
В 1820-х годах священник Иван Вениаминов (канонизированный позднее как свт. Иннокентий) разработал для алеутского языка письменность на основе кириллицы; он и его последователи переводили на алеутский книги религиозной тематики и наладили систему школьного обучения. Ко времени продажи в 1867 году Аляски и Алеутских островов США грамотность среди алеутов была практически стопроцентной, однако после этого преподавание алеутского языка было надолго прекращено (с 1910-х гг. в американских школах алеутам вообще запрещалось пользоваться родным языком, и только в 1967 г. федеральный закон разрешил использовать в школьном преподавании и другие языки, кроме английского). В 1970-х гг. на территории штата Аляска оно было восстановлено (уже с использованием алфавита на основе латиницы); с 1983 года алеутский преподаётся (с некоторыми перерывами) и на острове Беринга — в младших классах как факультативный предмет.
В начале XXI века на острове Беринга на беринговском и медновском диалектах говорило не более 12—15 человек старшего поколения, а на 2019 год — 4 человека (2 на беринговском и 2 — на медновском); остальные алеуты перешли на русский язык. Основная часть алеутов США к этому времени перешла на английский язык; на западном диалекте продолжало говорить 80 человек, на восточном — 420—430 человек (из которых около 375 человек — жители островов Прибылова).

## Антропологический тип

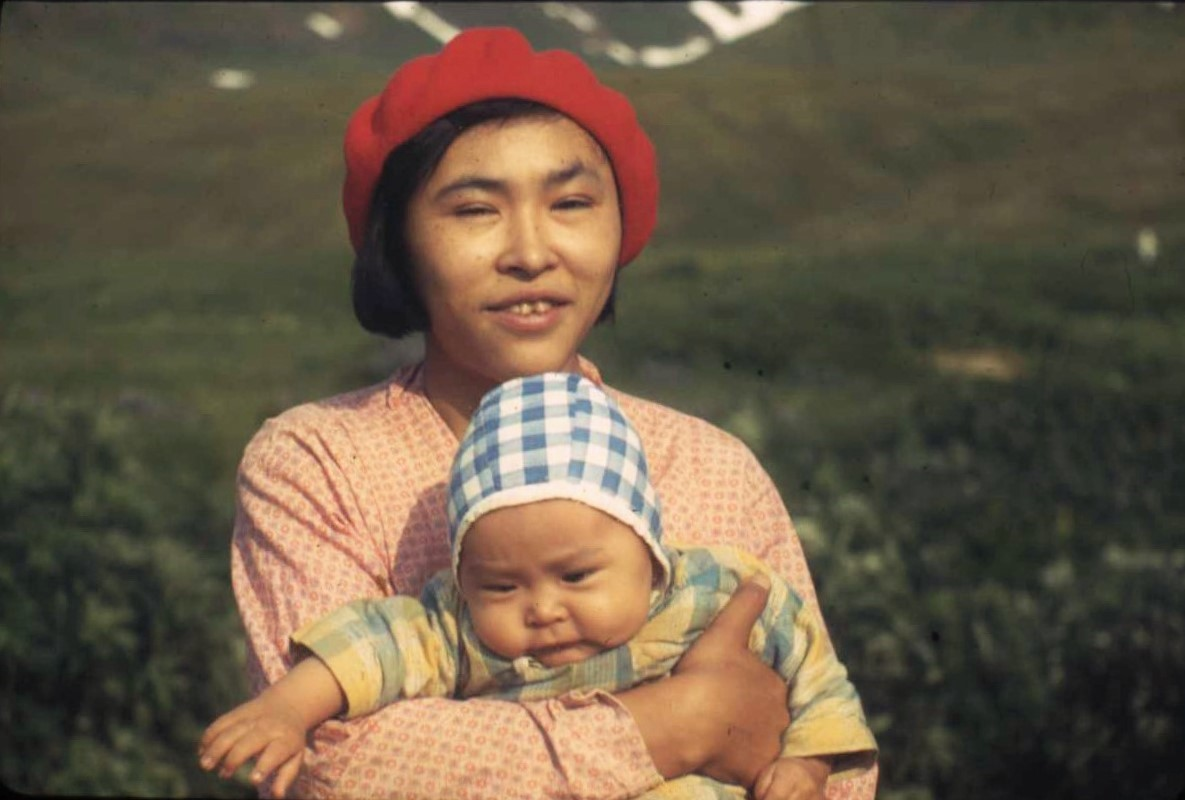
Алеутская женщина с младенцем

В 1877 году, характеризуя антропологический тип алеутов, русский путешественник В. И. Немирович-Данченко писал: «Широкое, плоское лицо с выкатившимися скулами и вкось прорезанными глазами скорее заставляет предполагать родство этого племени с монгольской, чем с американской расой». Он отмечал также, что цвет тела и лица у алеутов — белый, что отличает их от более смуглых чукчей и эскимосов.
По современным представлениям, алеуты относятся к арктической расе, хотя занимают в её составе особое положение: у них обнаружена примесь южных элементов тихоокеанской ветви монголоидов.

## Генетика
Генетические исследования показали, что алеуты по своему генофонду обнаруживают бо́льшую близость к азиатским эскимосам и чукчам, чем к эскимосам Аляски и коренному населению Камчатки.
Анализ гаплогрупп митохондриальной ДНК у алеутов показал, что у них преобладает древняя гаплогруппа D (в варианте D2a1), широко распространённая среди аборигенного населения севера Американского континента, а также встречается и гаплогруппа A, характерная как для аборигенов Америки, так и для жителей Северной и Центральной Азии. Это означает, в частности, что по материнской линии вклад европейцев в генофонд алеутов не прослеживается. Иную картину даёт изучение Y-хромосомных гаплогрупп алеутов: у современных алеутов характерная для европейцев гаплогруппа R преобладает над исконной для аборигенов Америки гаплогруппой Q, так что 85 % Y-хромосом у алеутов имеет европейское происхождение. Следовательно, по отцовской линии генотип алеутов сильно смешан. У алеутов определили 1,357 % неандертальской примеси, и 0,044 % денисовской примеси.

## Этногенез
Долгое время существовали две гипотезы их происхождения. Согласно одной, алеуты пришли с северо-восточного азиатского побережья, согласно другой — с Аляски. Г. В. Стеллер высказывался за азиатское происхождение алеутов; в качестве основного аргумента он рассматривал сходство, которое, по его мнению, имеется у алеутских шляп из древесной коры и шляп ительменов и коряков. Возражая против азиатской гипотезы, известный американский исследователь Аляски В. Долл полагал, что при тех средствах передвижения, которыми располагали алеуты, их переезд из Азии на острова представляется невероятным. Американское происхождение алеутов предполагал и В. И. Иохельсон, аргументируя эту гипотезу сходством культуры алеутов с культурой индейцев северо-западного побережья Америки: «Сюда относятся употребление втулок (как украшений), раскраска лица и некоторые другие приёмы украшения. В общем можно сказать, что особенности материальной и духовной культуры, а также физический склад алеутов указывают на их тесную связь с обитателями Америки, а не Азии».
А. Грдличка считал, что первыми жителями Алеутских островов были праалеуты (англ. Pre-Aleuts), которых примерно в 1000 году до н. э. сменили предки нынешних алеутов, пришедшие с Американского континента и продвигавшиеся на запад вдоль островной цепи. Позднейшие археологические раскопки подтвердили смену населения островов в это время. Что касается времени отделения алеутов от эскимосов и выделения их в самостоятельный этнос, то это, по мнению ряда авторов, произошло примерно 8000 лет назад.

## История алеутов

### Первые контакты с русскими

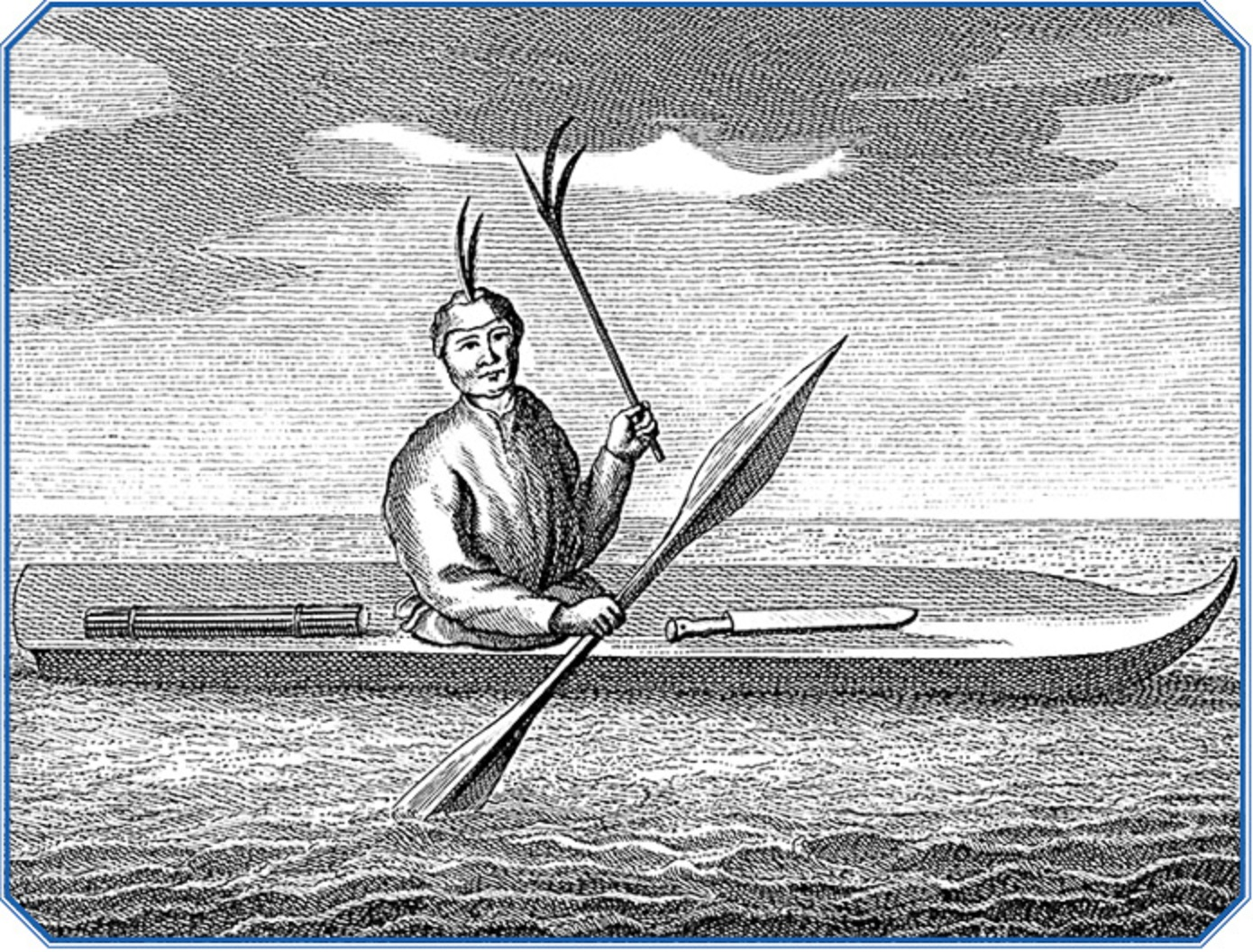
Алеут в байдаре. Рисунок из книги С. П. Крашеннинникова «Описание земли Камчатки», 1755 год

История изучения алеутов начинается со времени открытия в 1741 году Алеутских островов Великой Северной (Второй Камчатской) экспедицией (1733—1743). Русские мореплаватели, исследователи, промышленники собирали данные о культуре народа.
В 1763—1765 годах происходили вооружённые столкновения между экипажами русских торгово-промышленных судов и восточными алеутами, в ходе которых экипажи трёх судов были истреблены, а суда сожжены.
Встретив со стороны туземцев враждебность и увидев следы уничтоженной артели русских промышленников в своем старом зимовье, С. Глотов решил устроить карательный рейд. «Он, — писал И. Е. Вениаминов, — сколько под предлогом отомщения за смерть соотечественников своих, столько и за непокорность истребил без остатка все селения, бывшие на южной стороне Умнака, и жителей островов Самальи и Четырехсопочных».
В июне 1765 г. к Соловьеву присоединился И. Коровин с остатками экипажа «Св. Троицы», перебравшись к нему от Глотова с о-ва Умнак. Совместно они решили устроить карательный поход против непокорных алеутов. Двигаясь от одного туземного селения к другому, они истребляли жителей и разрушали их жилища. По данным В. Н. Верха, во время одного из столкновений промышленники взорвали самодельными пороховыми минами укрепленное алеутское жилище, где оборонялось около 300 человек. Многие уналашкинцы, спасшиеся после взрыва, были перебиты ружьями и саблями, при этом погибло до 200 человек. Кроме того, по сведениям И. Е. Вениаминова, Соловьев со своими людьми уничтожил две байдары с унимакскими алеутами, приехавшими к своим родственникам. Обнаружив жителей одного из алеутских селений, собравшихся для общей защиты на маленьком островке у о-ва Спиркин, Соловьев после повторного штурма перебил всех находившихся здесь островитян вместе с женами и детьми. «Убийство это было столь жестоко, — писал И. Е. Вениаминов, — что море вокруг островка сделалось кроваво от бросавшихся и бросаемых в оное». По данным Г. И. Давыдова, Соловьев истребил на Уналашке более 3 тыс. алеутов, а по мнению Г. А. Сарычева и И. Е. Вениаминова — не менее 5 тыс.
Конечно, в прямом боестолкновении алеуты ничего не могли противопоставить русским промышленникам, вооружённым огнестрельным оружием, поэтому придерживались плана внезапного нападения. План нападения был прост и эффективен: явиться в артели с приношениями и когда промышленные начнут развязывать тюки с пушниной, внезапно наброситься на них с ножами и всех перерезать. Перебив таким образом 28 человек в артелях «Св. Иоанна», алеуты большой толпой явились к казарме, где обитали сам мореход Денис Медведев и передовщик Яков Захаров с 20 промышленными. С собой они принесли китовый жир, юколу и бобровые шкуры. Положив тюки на пол, они расселись среди русских таким образом, чтобы каждый промышленный оказался между двумя алеутами. «Зная необыкновенную силу передовщика, на него назначили пять человек самых бойких и удалых, а на всех прочих по два», — сообщает Вениаминов. Когда русские начали разбирать принесённые меха, островитяне бросились на них с ножами. Яков Захаров один сумел сбросить с себя убийц — «с вонзёнными в него копьями, убил несколько алеутов, вышиб двери, которые снаружи держали несколько человек, и побежал к судну. Но, будучи смертельно ранен, он пал мёртвым подле судна».
На острове Вуди местные алеуты также сопротивлялись русским путешественникам-исследователям, но со временем удалось организовать поселение, установить торговые отношения и начать распространение православия среди коренного населения. Во второй половине XVIII века ежегодно на Алеутские острова приходили до четырёх-пяти купеческих кораблей, и сменявшие друг друга партии русских зимовали на островах или жили там среди алеутов 5—6 лет, воспринимали их навыки, брали алеуток в жёны. Способных мальчиков-алеутов русские промышленники обучали русскому языку и даже вывозили на Камчатку и в Охотск, где устраивали в школы. В результате контактов алеуты восприняли многие русские орудия труда и предметы быта, сохраняя при этом в основном традиционный уклад жизни.

### Алеуты под управлением РАК
С 1799 года Алеутские острова и прилегающая к ним часть Аляски управлялись Российско-Американской компанией (РАК). Для освоения необитаемых ранее Командорских островов компания с 1826 года стала переселять туда с близлежащих Алеутских островов промысловых рабочих-алеутов (предков нынешнего населения Командор). В дальнейшем население Командорских островов пополнялось не только алеутами, но и креолами (потомками европейцев и алеутов) и русскими промышленниками из Атки и Калифорнии, женившимися на алеутках. Остров Беринга заселяли в основном выходцы с Атки (в 1827 году их было уже 110 человек), остров Медный — выходцы с Атту.
Основной целью Российско-Американской компании было использование алеутов в качестве охотников на котиков и каланов, чьи меха были надёжным и основным источником прибылей (до обнаружения золота на Клондайке). Чиновники назначали приказчиков и байдарщиков для организации промысла на отдалённых островах. Официальный статус алеутов приближался к статусу инородцев Российской империи; они платили в казну ясак, а с 1821 года признаны российскими подданными (при этом их отнесли к сословию «островитян», а в 1844 году приравняли к «оседлым инородцам»).
Алеутов привлекали к важнейшим мероприятиям, проводимым РАК. Они составляли значительную часть жителей в поселениях, возникших во владениях компании. В 1812 году служащий РАК Иван Кусков с 25 русскими колонистами и 90 алеутами (наряду с собственно алеутами в число последних входили и эскимосы-алутиик) основал крепость Росс (Форт-Росс) на побережье Северной Калифорнии. В 1828 году в крепости проживали 25 русских и около 100 алеутов-звероловов; местные индейцы-кашая называли алеутов «подводными людьми», поскольку их лодки-каяки сидели на воде так низко, что казались появляющимися из моря.
В конце 1835 года в Русской Америке вспыхнула эпидемия оспы, от которой сильно пострадало туземное население Аляски и Алеутских островов: в колониях, прежде чем было введено прививание, погибло около 3000 человек. Для борьбы с эпидемией в мае 1838 года в Уналашкинский отдел Лисьих островов был отправлен военный врач 12-го флотского экипажа Эдуард Блашке, который внёс большой вклад в вакцинацию алеутов: в период с 19 июня по 25 августа, объехав на байдарке множество селений, он сумел сделать прививки 1080 местным жителям (130 всё-таки погибло). При этом Блашке также вёл этнографические наблюдения, результатом которых стал очерк «Несколько замечаний о плавании в байдарках и о лисьевских алеутах», опубликованный в 1848 году в журнале «Морской сборник».
В 1867 году Алеутские острова вместе с Аляской были проданы США, после чего в России алеуты остались лишь на Командорах.

### Американские алеуты после 1867 года
Перейдя под власть США, алеуты и креолы были отнесены к разряду «нецивилизованных племён» и сохраняли этот статус до 1915 года, когда в правовом отношении их приравняли к американским индейцам и передали под опеку Бюро по делам индейцев. Права американского гражданства они получили только в 1924 году.
В первые десятилетия XX века традиционное хозяйство американских алеутов продолжало оставаться в основе таким же, как и во времена РАК; однако всё большее распространение приобретает отходничество, подрывающее жизнь общины. Жизненный уровень алеутов оставался крайне низким: дискриминация позволяла им заниматься только неквалифицированным трудом, а оплата труда аборигенов Аляски была в 2—2,5 раза ниже, чем у белых.
Ударом по алеутскому языку стал запрет на использование родного языка в школах, введённый в 1910 году и отменённый лишь в 1967.
В июне 1942 года японские войска десантировались на острове Атту, после чего его жители были насильно выселены на Хоккайдо, где они три года оставались на принудительных работах (погибла почти половина выселенных). В 1945 году американские власти поселили их (по соображениям военного порядка) не на родном острове, а на острове Атка, где они растворились среди местного населения.
Начиная с 1960-х годов положение американских алеутов начинает улучшаться (в частности, удалось справиться с получившим ранее широкое распространение туберкулёзом). В соответствии с принятым в декабре 1971 года «Актом об урегулировании претензий коренных жителей Аляски» в июне 1972 года была создана «Алеутская корпорация» (одна из 12 региональных корпораций, созданных на территории штата Аляска на этнической основе), имеющая подразделения в каждом селении, где проживают алеуты, и призванная решать вопросы о землях, некогда отчуждённых у коренного населения, а также заключать государственные контракты, управлять недвижимостью и инвестициями в различные проекты на контролируемой ею территории. «Акт» признал также права алеутов на «ведение традиционного образа жизни» и предусматривал выплату им компенсаций за отчуждённые земли.

### Российские алеуты после 1867 года
В 1882 году алеутское население (вместе с креолами) на Командорских островах насчитывало 500 человек (на острове Беринга — 309, на Медном — 191). Алеуты были заняты на котиковом, бобровом и песцовом промыслах, ловили рыбу и птиц, разводили ездовых собак и занимались огородничеством (репа, редис, картофель). С 1871 года котиковый и бобровый промыслы сдавались в аренду различным торгово-промышленным компаниям. Наивысшая численность населения островов была зарегистрирована в 1899 году — 354 человека на острове Беринга и 283 человека на острове Медном.
После окончания гражданской войны на Дальнем Востоке России началось восстановление разрушенного хозяйства на Командорских островах, развитие звероводства, животноводства, огородничества, рыбного и морского зверобойного промыслов. В 1928 году Командорские острова были выделены в Алеутский национальный район. Процесс возрождения алеутов включал создание в 1925 году зверосовхоза, участие народа в управлении, подготовку кадров национальной интеллигенции, технических специалистов. С 1935 года начался прирост численности населения. В то же время стал развиваться процесс рассеивания алеутов, их оседания на материке.
В 1969 году село Преображенское (место проживания алеутов острова Медный) по решению местных властей в рамках кампании по ликвидации «неперспективных деревень» было закрыто, а жители села были перевезены на остров Беринга; после этого основным местом сосредоточения российских алеутов стало село Никольское на этом острове.
По образу жизни и социальной структуре коренные алеуты не отличаются от приезжего населения. Преобладание межнациональных браков с проживающими в селе (и составляющими в нём большинство населения) русскими и представителями других народов, отсутствие в прошлом школьного преподавания алеутского языка ведут к усилению ассимиляции российских алеутов, что в условиях их малочисленности грозит потерей ими родного языка и даже исчезновением российских алеутов как этноса.

## Религия
Для традиционных верований характерен анимизм. Почитались духи предков, чьи изображения из камня, кости, дерева и птичьих шкурок передавались по наследству в качестве личных амулетов. Духов-покровителей изображали деревянные маски, которые надевали во время обрядовых плясок. Среди алеутов был распространён шаманизм, в мифологии которого бытовали представления о разных мирах. Шаманский костюм, как и у некоторых народов Сибири, символизировал птицу. Помимо шаманства существовала также охотничья магия, заключавшаяся в обрядах вызывания зверя, в особых охотничьих запретах и ношении амулетов, охраняющих владельца.
В конце XVIII века алеуты, испытав сильную ассимиляцию со стороны русских промышленников и купцов, были обращены в православие. Распространилось школьное обучение, двуязычие. Появились религиозные книги, переведённые на алеутский язык. Часть аборигенов стала миссионерами. Алеуты до сих пор остаются стойкими приверженцами православия, религиозные обряды исполняют на русском и алеутском языках. Один из алеутов — Пётр Алеут — почитается Православной Церковью в качестве мученика. «Бог» по-алеутски звучит как Агугум.
Религия алеутов — православное христианство. Процесс ассимиляции и христианизации начался с конца 50-х гг. XVIII века и соответствовал общей тенденции российской политики в колонизации новых территорий. Христианство являлось надежным средством ассимиляции и сближения аборигенов с русским населением. Особенностью христианизации алеутов было то, что она была начата не миссионерами, а русскими промышленниками не в виде ортодоксальной, а бытовой православной идеологии и культа. Это обеспечивало ненасильственный и быстрый характер распространения христианства среди алеутов. В их религии отмечается гармоничное сочетание традиционного мировоззрения с православным вероучением, что нашло выражение в оформлении своеобразной «алеутской веры» и «алеутской церкви».
Постоянное присутствие среди алеутов священников начинается с лета 1824 года, когда на остров Уналашку прибыл И. Е. Вениаминов (свт. Иннокентий), пробывший здесь десять лет. Вениаминов не только крестил алеутов, но также организовал обучение их детей в школах, учил алеутов плотничьему и столярному делу, сапожному и иконописному ремёслам, подготовил продолжателей своего дела из числа алеутов и креолов. Его называли «добрым отцом алеутов».

## Хозяйство и быт

### Хозяйственная деятельность алеутов

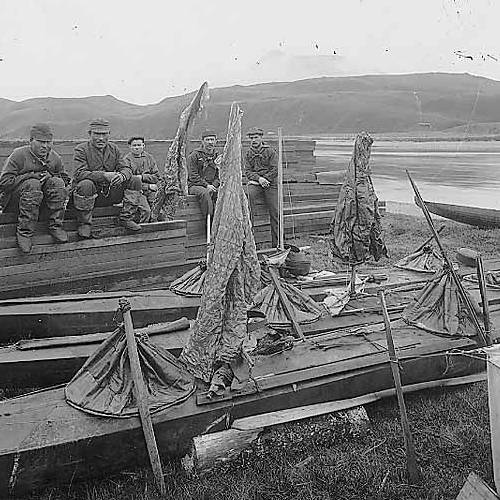
Рыбаки и их байдарки. Уналашка, 1896

Основу хозяйства составляли зверобойный промысел, рыболовство и птицеловство, дополнявшиеся собирательством.

#### Зверобойный промысел
Алеутские мужчины охотились с байдар на морских животных, а на суше добывали морских котиков и — зимой — тюленей; в некоторых районах они вели охоту на медведей и карибу. Калана добывали в открытом море при помощи гарпуна (метательного копья на длинной веревке), сивучей и моржей — на лежбищах, нерпу заманивали на берег манком — надутой нерпичьей шкурой, имитируя крик самки, на китов охотились с помощью копья, кончик которого смазывали ядом аконитом. Через 2-3 дня море выбрасывало на берег тушу животного. Гарпуны и копья бросали с помощью копьеметалок — деревянных дощечек длиной 50-70 см с продольным желобком, углублениями для пальцев на одном конце и костяным упором на другом.

#### Рыболовство
Алеуты ловили рыбу, используя длинные удочки, изготавливаемые из водорослей. К этим прочным и крепким приспособлениям крепились крюки. Удочки можно было использовать для ловли морской рыбы, такой, как палтус и треска. Речную рыбу ловили при помощи мешкообразных сетей, изготавливаемых из китовых сухожилий.

#### Птицеловство
Охотились на птиц при помощи метательных копий (шатин) и метательного снаряда (бола) — связки ремней с каменными или костяными грузиками на концах. Раскрутив, бола бросали в стаю, и запутавшаяся в ремнях птица становилась добычей охотника. Отлавливали их и на птичьих базарах большим сачком на длинном шесте (чируча), а также сетями.

#### Собирательство
Алеутские женщины собирали моллюсков и морских ежей, а также дикие растения — ягоды и травы (последние, в частности, использовались для изготовления разнообразных плетёных изделий).

### Техника
Важную роль в морской охоте играли байдара — плоскодонная лодка с деревянным каркасом, обтянутая сивучьей или нерпичьей кожей, и каяк — закрытая кожаная лодка с деревянным каркасом и отверстием-люком, куда садился охотник (прообраз спортивной байдарки). Управляли ею двухлопастным веслом. До прихода русских оружием алеутов были лёгкие дротики с костяными наконечниками, луки, каменные или костяные ножи.

### Традиционное жилище

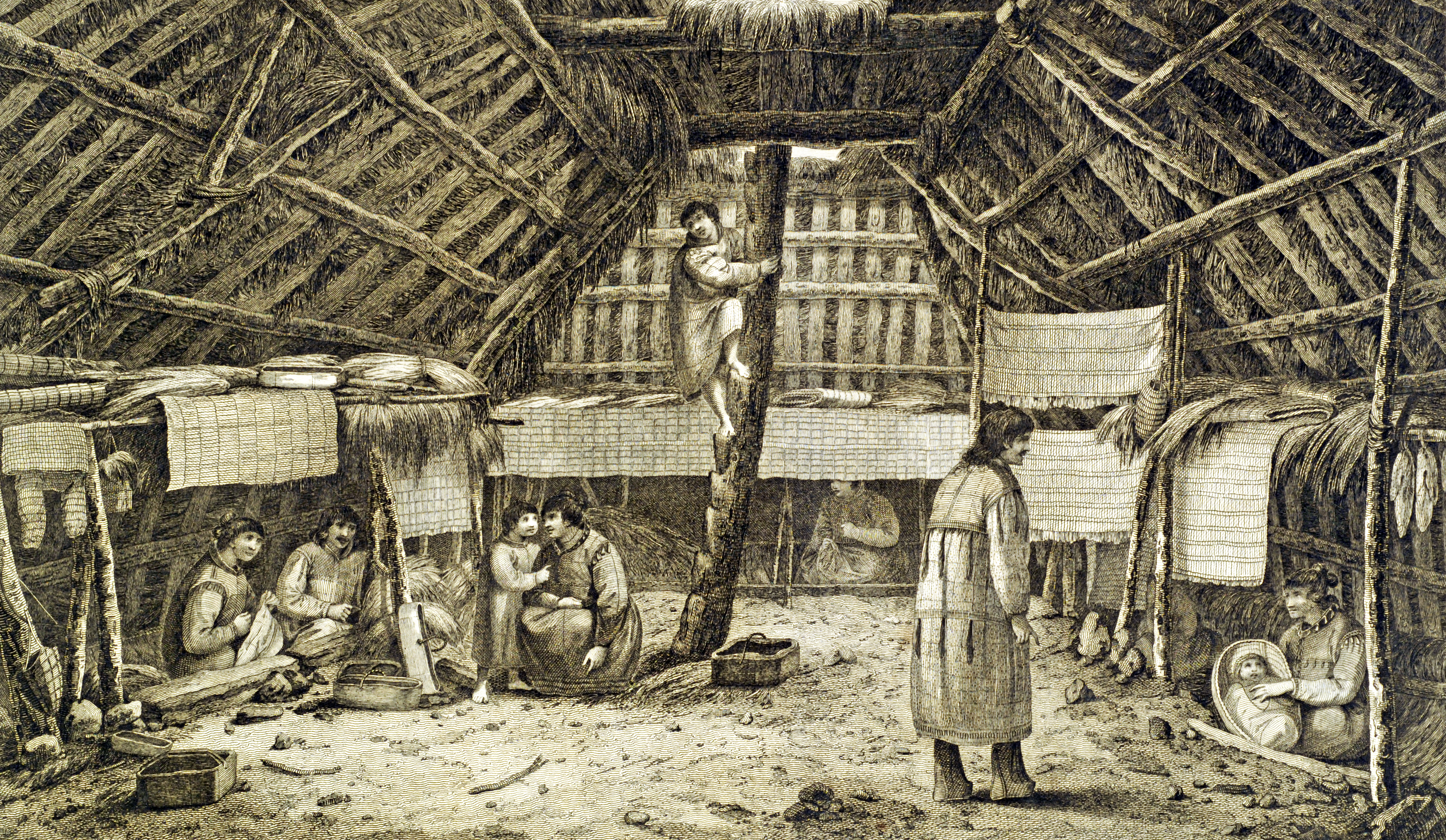
Традиционный зимний дом — Barabara, или алеутский Ulax

Селения располагались на морском побережье, часто в устьях рек и состояли из двух-четырёх больших полуземлянок (улягамах). Русские путешественники называли их земляными юртами из выкидного леса, которые начисто были лишены очага. Для них выбирали высокие, открытые места, чтобы удобно было наблюдать за морскими животными и приближением врагов. Полуземлянки строили из плавника (прибитых к берегу деревьев), сверху покрывали сухой травой, шкурами и дёрном. В крыше оставляли несколько четырёхугольных отверстий для входа, забирались туда по бревну с зарубками.
Полуземлянка вмещала от 10 до 40 семей. Внутри вдоль стен сооружали нары. Каждая семья жила на своей части нар, отделенных друг от друга столбами и занавесками. Под нарами хранили утварь. Летом переселялись в отдельные лёгкие постройки. В XIX веке традиционная полуземлянка видоизменилась: стены и крышу, сделанные из жердей и досок, обкладывали дёрном. Наверху находился люк для освещения, сбоку — выход через небольшие сени. Освещали жилища жировыми лампами, иногда клали печи. Наряду с традиционной утварью пользовались привозной посудой фабричного производства.

### Одежда

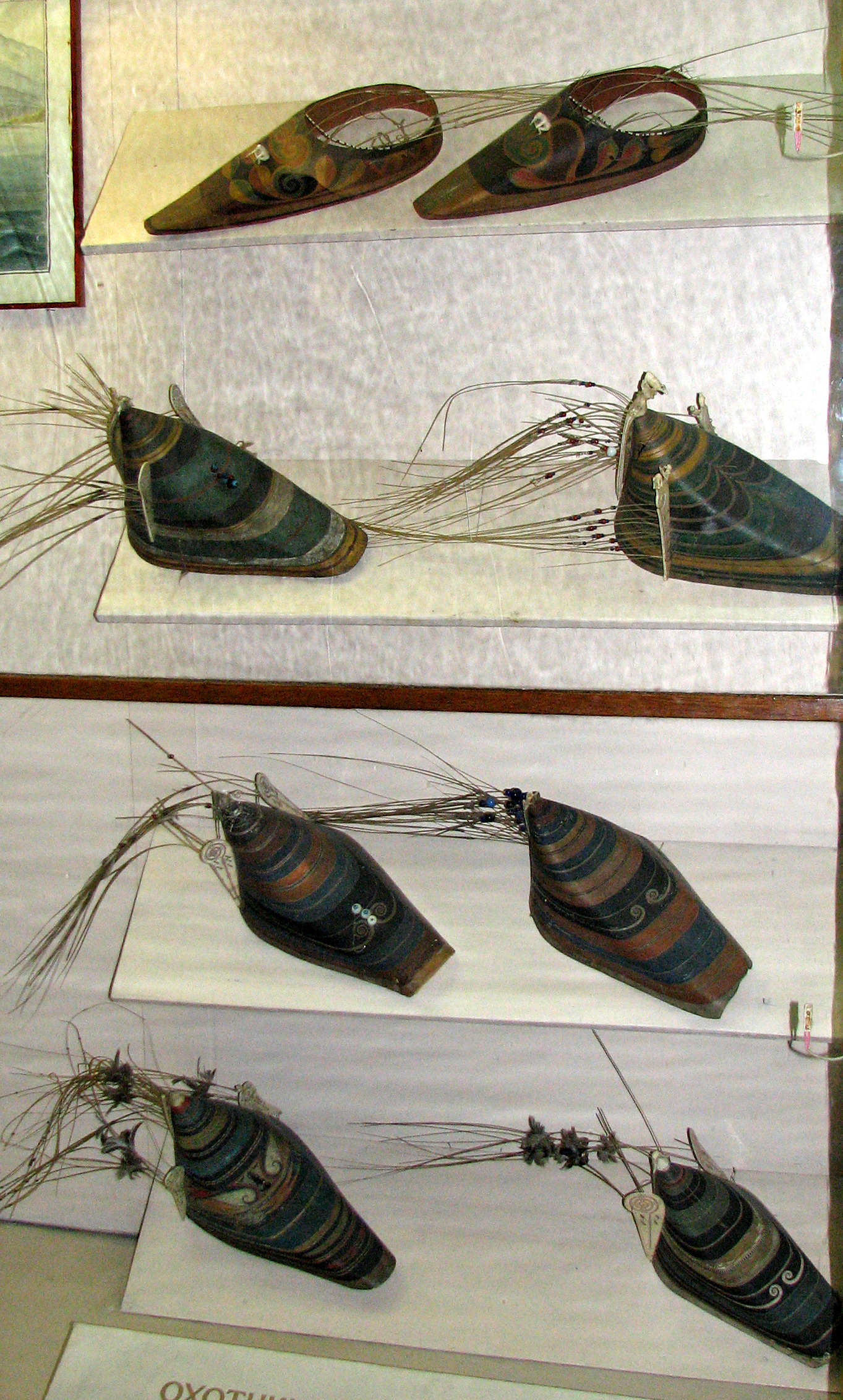
Деревянные головные уборы алеутов в Кунсткамере (Санкт-Петербург). Являлись частью промыслового снаряжения охотника. Головные уборы украшены костяными пластинами и усами сивуча. Уборы конической формы принадлежали вождям племён или знатным членам общины; их цена равнялась цене байдарки. XIX век

Традиционной зимней одеждой алеутов была парка — длинная глухая (без разреза спереди) одежда из меха морского котика, калана, птичьих шкурок. Поверх неё надевали камлейку — глухую непромокаемую одежду из кишок морских животных с рукавами, глухим закрытым воротом и капюшоном (прообраз европейской ветровки). Праздничная одежда (парки и камлейки) по крою не отличалась от повседневной, но её обильно украшали вышитыми полосами, бахромой, ремешками из меха; у мужчин праздничная парка имела высокий стоячий воротник. Края капюшона и рукавов затягивали шнурками. Сохранились традиционные промысловые куртки с капюшонами из сивучьих кишок и горл, штаны из нерпичьей кожи. Мужская и женская одежда была сходна по крою и украшениям. Позже появился новый тип одежды — бродни (штаны из сивучьих горл), к которым пришивали непромокаемые торбаса — мягкие сапоги из кожи морских животных. В повседневной жизни носили европейскую одежду.
В качестве летней одежды алеуты использовали выношенную зимнюю, однако шили и специальную летнюю — из кишок морских животных и птичьих шкурок. Нижнего белья как такового алеуты не имели, но использовалась поясная одежда, сшитая из нерпичьих шкур. Во время промысла для защиты от сырости алеуты в XVIII веке надевали плетёные из травы дождевики (аналогичные ительменским и айнским), а позднее — плетёные соломенные циновки.
Промысловыми головными уборами были деревянные шляпы конической формы (у вождей — тоёнов) либо шляпы без верха, с сильно удлиненной передней частью (у простых охотников), богато украшенные полихромной росписью, резной костью, перьями, сивучьими усами. Их надевали на капюшон камлейки. Шляпы выдалбливали из целого куска дерева, затем распаривали и, придав нужную форму, расписывали в яркие тона с причудливым орнаментом. С боков и сзади украшали резными пластинками из моржового клыка, гравированными геометрическим орнаментом, в который втирали краску. На вершину задней пластинки, служившей одновременно и верхушкой шляпы, крепили костяную фигурку птицы или зверя. В боковые отверстия пластинки вставляли 50-сантиметровые сивучьи усы, количество которых зависело от охотничьего достоинства владельца. Эти головные уборы носили только мужчины.
Празднично-обрядовыми головными уборами служили шапки разнообразной формы из кожи и птичьих шкурок с украшениями, кожаные повязки с узорными швами.

### Еда
Традиционную еду алеутов составляли мясо морских животных и птиц, рыба, морские беспозвоночные, водоросли и дикие растения. На зиму они заготавливали юколу.

### Искусство
Алеуты выработали своеобразную художественную культуру. Метательные дротики, охотничьи луки, головные уборы, маски алеутов одновременно являются образцами самобытного орнаментального искусства. Искусной резьбой были украшены деревянные оправы для женских ножей, колотушки для глушения рыбы. Охотничьи головные уборы богато украшались накладными гравированными пластинками, бусами, бисером, сивучьими усами, птичьими перьями, после чего расписывались яркими минеральными красками (применение многоцветной росписи по дереву отличает искусство алеутов от искусства других народов крайнего Северо-Востока России и, наоборот, находит параллели в искусстве индейцев Северо-Запада Америки, хотя по мотивам роспись алеутов стоит ближе к орнаменту эскимосов).
Своеобразием отличаются и алеутские изделия из мягких материалов. Самые разнообразные узоры алеуты создавали из волоса оленя, причём в технике, неизвестной другим народам. Тщательность исполнения характерна для плетёных изделий алеутов — накидок, циновок, ковриков, мешочков, корзинок; материалом служили стебли дикого гороха и дикого ячменя.
У алеутов имелось немало исторических преданий. Было сложено много песен, важнейшими темами которых были морские промыслы и любовная лирика.

## Традиционное общество
У алеутов к середине XVIII века наблюдались социальная и имущественная дифференциация при сохранении основ родового строя. В. И. Немирович-Данченко отмечал, что до прихода русских алеуты подразделялись на три класса: первый включал тоёнов (родоначальников, старших в роде) и других знатных алеутов, второй — свободных людей, третий — рабов (калги, происходившие из военнопленных). После перехода управления Алеутскими островами к РАК рабство было уничтожено, а тоёны стали приказчиками компании.

## Похороны
Знатных людей хоронили вместе с рабами в пещерах, у входа ставили раскрашенный столб или подвешивали тела покойных в корзинах между двумя столбами.

## Алеуты в современном искусстве
В 2015 году вышла философская сказка «Кит плывёт на север» известной детской писательницы Анастасии Строкиной.
Сказка повествует о маленьком вымышленном зверьке мамору, путешествующем на спине кита в поисках своего острова. В ходе путешествия мамору видит сны — небольшие новеллы, в которых автор создаёт легенды малочисленного северного народа — алеутов.
В 2020 году по государственной программе поддержки малых народов России в Железногорском театре кукол «Золотой ключик» режиссёром ГАЦТК им. С. В. Образцова Дмитрием Богдановым поставлен спектакль по книге «Кит плывёт на север».
В романе Нила Стивенсона «Лавина» 1992 года алеутом является Дмитрий «Ворон» Воронов, выступающий в качестве одного из антагонистов.